# Rainbow (album Ayumi Hamasaki)
RAINBOW – piąty album japońskiej piosenkarki Ayumi Hamasaki. W Japonii sprzedano 1 857 870 kopii, natomiast w całej Azji 2 750 000.

## Lista utworów
| #  | Tytuł                              | Muzyka                               | Aranżacja                            | Czas |
| -- | ---------------------------------- | ------------------------------------ | ------------------------------------ | ---- |
| 1  | "everlasting dream"                | CMJK                                 | CMJK                                 | 1:33 |
| 2  | "WE WISH"                          | D.A.I                                | HΛL                                  | 5:10 |
| 3  | "Real me"                          | D.A.I                                | CMJK                                 | 5:26 |
| 4  | "Free & Easy"                      | CREA, D.A.I.                         | HΛL                                  | 5:00 |
| 5  | "Heartplace"                       | CREA                                 | Tasuku                               | 6:06 |
| 6  | "Over"                             | CMJK                                 | Toshiharu Umesaki, Atsushi Sato      | 5:05 |
| 7  | "HANABI"                           | CREA, D.A.I                          | CMJK                                 | 4:56 |
| 8  | "taskinillusion" (instrumental)    | Tasuku                               | Tasuku                               | 1:20 |
| 9  | "everywhere nowhere"               | pop                                  | CMJK                                 | 4:35 |
| 10 | "July 1st"                         | CREA, D.A.I                          | Tasuku                               | 4:22 |
| 11 | "Dolls"                            | CREA                                 | HΛL                                  | 5:56 |
| 12 | "neverending dream" (instrumental) | HΛL (Toshiharu Umesaki, Yuta Nakano) | HΛL (Toshiharu Umesaki, Yuta Nakano) | 1:35 |
| 13 | "Voyage"                           | CREA, D.A.I                          | Ken Shima                            | 5:08 |
| 14 | "Close to you"                     | CREA                                 | Seiji Kameda                         | 5:47 |
| 15 | "Independent"                      | CREA, D.A.I                          | Tasuku                               |      |
| 16 | "+" (hidden track)                 |                                      |                                      |      |